# Parafia św. Jerzego w Ostrzyhomiu-Szentgyörgymező
Parafia św. Jerzego w Ostrzyhomiu-Szentgyörgymező – parafia rzymskokatolicka, administracyjnie należąca do archidiecezji ostrzyhomsko-budapeszteńskiej, znajdująca się w dekanacie Esztergom. 